# 陶瓷膜
陶瓷膜是一种由无机材料（例如氧化铝，二氧化钛，氧化锆，碳化硅或某些玻璃材料）制成的人造膜。 广泛用于膜操作中以进行物质分离。
不同于常见的有机膜材料，陶瓷膜在有机膜无法应用或应用效果不理想的酸碱、溶剂体系、高温环境等取得了规模化应。
同有机膜材料一样，陶瓷膜可以分为致密膜和多孔膜。常见的膜形式包括管状错流膜和末端（死端）膜以及平板膜。

## 致密陶瓷膜
较为致密的陶瓷膜可以应用于气相分离操作，例如从空气中分离氧气，也广泛应用于石油化工领域的甲烷脱氢。 

## 多孔陶瓷膜
多孔陶瓷膜孔径分布很广，涵盖从微滤到纳滤的范围，可以应用于从家用净水器到市政供水的多种工况。多孔陶瓷膜可以依据结构被粗略的划分为无定形膜和晶体膜。无定形膜的一个例子是二氧化硅膜。多孔陶瓷膜的一个例子是由碳化硅制成的膜。

## 现代陶瓷膜的历史
人类使用陶瓷净水已经有悠久的历史，而现代的陶瓷膜技术主要可以分为三个阶段。用于铀的同位素分离的核工业时期，以无机微滤膜和超滤膜为主的液体分离时期，以及以膜催化反应为核心的全面发展的时期。20世纪80年代初期成功地在法国的奶业和饮料（葡萄酒、啤酒、苹果酒）业推广应用后，陶瓷膜分离技术和产业地位逐步确立，应用也已拓展至食品工业、生物工程、环境工程、化学工程、石油化工、冶金工业等领域，成为苛刻条件下精密过滤分离的重要新技术。
最初的陶瓷膜研究起源于二战时期原子弹计划，目的是为了在核工业中浓缩铀，法国于1980年代研制出第一批陶瓷膜。在法国建设了许多核电站之后，研究人员开始寻找陶瓷膜在其他工业领域的应用可能性。此时最著名的研究机构是由法国国家研究生院化学学院的路易斯·科特教授领导的蒙彼利埃研究团体，研究的进展促使法国科学院于1994年创建了一个专门致力于膜材料和工艺研究的实验室，以及于2000年成立于蒙彼利埃欧洲膜研究所。

## 陶瓷膜的应用
食品和生物医药领域
由于陶瓷膜的优秀过滤性能以及生物安全性，陶瓷膜过滤在牛奶，酒类，发酵食品以及制药工艺中有着广泛的应用。尤其是果汁和酿酒行业，使用陶瓷膜过滤能有效过滤杂质，并达到理想的除菌效果，而且对酒体中的风味物质含量影响很小。
陶瓷膜在水水处理中的应用
更有研究证实，传统的饮用水常规处理工艺不能有效去除的新型污染物。可以在臭氧-陶瓷膜载体催化下实现快速的深度处理，达到臭氧-生物活性炭的效果。也有研究认为主动错流式旋转陶瓷膜对海水淡化预处理的效果较好，能够减少水淡化除盐的工艺流程，实现节约成本的目的
。也有研究指出十次循环利用后，光催化陶瓷膜的降解性能、渗透通量和表面形态基本没有发生改变，证明光催化陶瓷膜具有稳定性和可重复使用性。
也有人将陶瓷膜应用于污水的生物处理。有人采用无机陶瓷膜分离装置对己内酰胺生产废水处理工艺中的初沉池出水进行泥水分离，发现陶瓷膜分离装置悬浮物去除率达90%以上，COD去除率为70%以上。也有人通过将陶瓷膜与厌氧反应器耦合，构建分置式的厌氧陶瓷膜生物反应器，达到COD去除超95%，反应器无酸化，日产甲烷0.054m³/kg的运行工况。
陶瓷膜在气相反应中的应用
陶瓷膜不但可以应用于液相，也能完成气相和强酸强碱，非极性溶剂环境操作。而这是传统的有机膜材料无法实现的。石油化工行业的气相裂解催化广泛使用了陶瓷膜。也有研究证实，错流陶瓷膜气体过滤系统适用于舰船空气的连续净化。